# Malnate
Malnate – miejscowość i gmina we Włoszech, w regionie Lombardia, w prowincji Varese.
Według danych na rok 2004 gminę zamieszkiwało 15 190 osób, 1898,8 os./km².